# 表皮効果
表皮効果（ひょうひこうか）は交流電流が導体を流れるとき、電流密度が導体の表面で高く、表面から離れると低くなる現象のことである。周波数が高くなるほど電流が表面へ集中するので、導体の交流抵抗は高くなる。
一般に高周波における影響が論じられることが多いが、電力系統など大電流を扱う際にも重要で、直流送電が有利とされる理由の一つでもある。

## 原理

交流電流が作る磁場の変化が作る電流が。

交流が流れている導体中では、その電流による磁場が変化するので、その磁場の変化を打ち消すような電流を流そうとする起電力が生じる。（レンツの法則）その起電力による渦電流が中心部では交流電流の逆向きになるので、中心ほど電流は流れにくくなる。

## 公式
表皮効果は多くの科学者が研究し、ウィリアム・トムソン（ケルヴィン卿）によって1887年に説明された。導体の電流密度Jは深さδに対して、次式のように減少する。
{\displaystyle J=J_{0}e^{-{\delta /d}}}
ここでdは表皮深さで、電流が表面電流の1/e（約0.37）になる深さであり次のように計算される。
{\displaystyle d={\sqrt {{2\rho } \over {\omega \mu }}}}
ここで
ρは導体の電気抵抗率
ωは電流の角周波数
μは導体の絶対透磁率である。
dの厚さの平板が直流電流に対して生じる抵抗と、厚さがdよりもっと厚い平板の交流電流に対する抵抗は同じである。交流電流に対して電線は直流電流に対する厚さdのパイプのような抵抗を示す。例として、円形断面の電線の抵抗は概略以下のようになる。
{\displaystyle R={{\rho  \over d}\left({L \over {\pi (D-d)}}\right)}\approx {{\rho  \over d}\left({L \over {\pi D}}\right)}}
ここで
Lは導体の長さ
Dは導体の径である。
{\displaystyle D\gg d}の場合に上の近似は成り立つ。

## 例

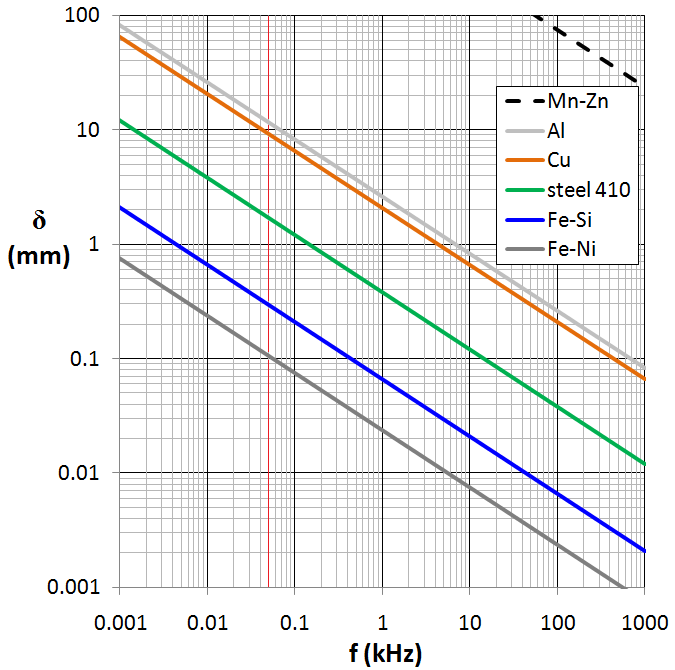
各材質の周波数と表皮深さの関係

銅線の場合、周波数に対する表皮深さd;は表のようになる。
| 周波数 | 表皮深さd; |
| ------ | ---------- |
| 60Hz   | 8.57mm     |
| 10kHz  | 0.66mm     |
| 10MHz  | 21μm       |